# María Jesús Alegre
María Jesús Alegre Etayo (Madrid, 17 de diciembre de 1957), también conocida como Chus Alegre, es una ex gimnasta rítmica española. Logró entre otras preseas el bronce en la general del Campeonato Mundial de Madrid en 1975, la primera medalla en una competición internacional para la selección nacional de España y la única en la general individual de un Mundial hasta la fecha. Logró otras 3 medallas más en ese Mundial y fue además campeona de España absoluta en 1976 y 1977.

## Biografía deportiva

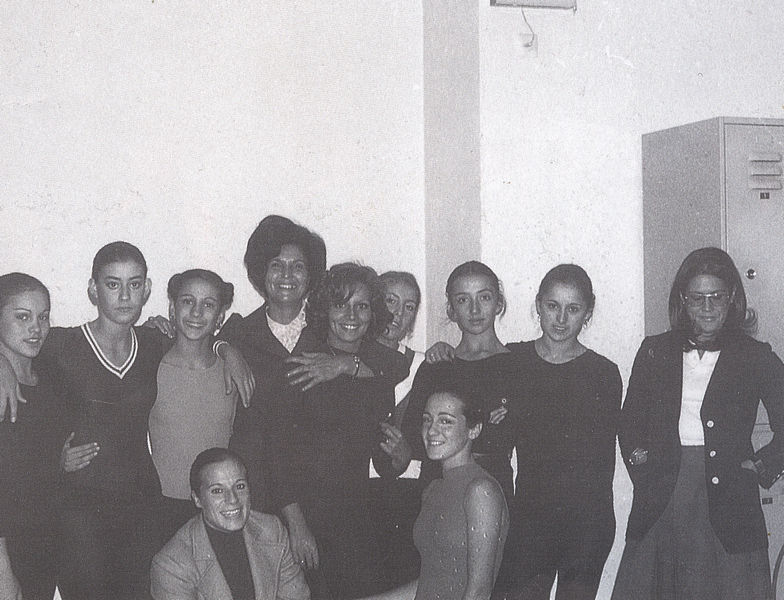
M.ª Jesús (segunda a la izquierda) con la selección nacional (1975).

### Etapa en la selección nacional
Tras practicar ballet se inició en la gimnasia rítmica en el Club Cuartel de la Montaña de Madrid. Este y el Club Moscardó eran los dos únicos clubs de gimnasia madrileños que había entonces. Posteriormente, Alegre formó parte de la primera selección nacional de gimnasia rítmica de España, creada por la Real Federación Española de Gimnasia en 1974. La seleccionadora del equipo era la búlgara Ivanka Tchakarova, que contaba con la ayuda como entrenadora de Carmen Algora. En un primer momento entrenaron en el gimnasio de la Delegación Nacional de Deportes, donde no había moqueta, y posteriormente pasaron al Gimnasio Moscardó de Madrid. También realizaron varias concentraciones antes de las competiciones, como las que tuvieron en Pontevedra o en Sofía y Varna. En 1974 participó en el encuentro España-Italia en Madrid, su primera competición internacional.
A finales de abril de 1975, disputó el I Campeonato de España de Gimnasia Rítmica, celebrado en Madrid. En el mismo quedó subcampeona de España en la general, por detrás de Begoña Blasco y empatada con África Blesa. En las finales por aparatos fue oro en aro, bronce en mazas, oro en cinta, y nuevamente oro en cuerda. En mayo de 1975 participó con Blasco y Blesa en el torneo de Corbeil-Essonnes y la Copa Stoudenska Tribouna de Sofía.
El 24 de noviembre de 1975, en el Campeonato del Mundo de Madrid, logró la medalla de bronce en el concurso general, siendo la primera medalla internacional oficial en la historia de la selección española y la única en la general individual de un Mundial hasta la fecha. Posteriormente también obtuvo el bronce tanto en aro como en pelota, y la plata en mazas. Las otras representantes españolas en el Mundial fueron Begoña Blasco, África Blesa y el conjunto español. Aunque el inicio de la competición estaba inicialmente previsto para el 20 de noviembre, tuvo que ser retrasado debido a la muerte de Francisco Franco. Alegre tenía entonces 17 años de edad. Tras este hito, en 1976 recibió numerosos premios, como el Trofeo Sunbeam a la 2ª mejor deportista española por Mundo Deportivo, o el Trofeo Joaquín Blume al mejor deportista español menor de 22 años en los Premios Nacionales del Deporte, el cual recibió de manos del Rey Juan Carlos I. En una Copa de Europa no oficial disputada Viena en abril de 1976 donde acudieron las individuales de la selección, fue 9ª. En mayo volvió a acudir con el resto de individuales a la Copa Stoudenska Tribouna de Sofía, donde quedó 18.ª. Durante el torneo sufrió una lesión. Ese año participó con sus compañeras en una exhibición en la apertura de los Juegos Olímpicos de Montreal 1976.
M.ª Jesús Alegre fue además campeona de España absoluta los años 1976 y 1977 en sendos campeonatos celebrados en Madrid y Gijón respectivamente, llevándose además en este último el oro en todos los aparatos. En mayo de 1977 volvió a la Copa Stoudenska Tribouna de Sofía, donde fue 7ª en la general, bronce en cinta, 5ª en pelota, 6ª en aro y 7ª en cuerda. En octubre de 1977 participó en el Campeonato del Mundo de Basilea, donde obtuvo el 19º puesto en la general individual. Además, en este mismo campeonato participó como integrante del conjunto español, siendo 7ª con el mismo. En mayo de 1978 disputó junto a Susana Mendizábal el Torneo Internacional de Corbeil-Essonnes, donde fue 5ª en la general, 4ª en cinta, 6ª en pelota, 6ª en mazas, y 8ª en cuerda.

### Retirada de la gimnasia
Aunque tenía intención de participar en noviembre en el Campeonato Europeo de Gimnasia Rítmica de Madrid, en el mes de vacaciones se quedó embarazada y decidió retirarse. Tras su retirada se casó ese mismo año 1978 con el atleta Florencio Oliván, posteriormente también entrenador. Alegre había compaginado su carrera como gimnasta con estudios de Biología. Durante un tiempo trabajó para la selección nacional, pero en 1989 fue nombrada monitora de gimnasia rítmica en el Ayuntamiento de Aranjuez, y posteriormente pasó a ser directora de la Escuela Municipal de Gimnasia Rítmica de dicha ciudad. El 13 de julio de 2023, la Federación Madrileña de Gimnasia anunció su retirada como entrenadora. Es madre de tres hijos, todos ellos deportistas.

## Palmarés deportivo

### Selección española
| 1975 - Campeonato del Mundo de Madrid Bronce en concurso general Bronce en aro Bronce en pelota Plata en mazas 1976 - Copa de Europa de Viena (no oficial) 9º puesto en concurso general - Copa Stoudenska Tribouna de Sofía 18º puesto en concurso general 1977 - Copa Stoudenska Tribouna de Sofía 7º puesto en concurso general Bronce en cinta 5º puesto en pelota 6º puesto en aro 7º puesto en cuerda - Campeonato del Mundo de Basilea 19º puesto en concurso general 1978 - Torneo Internacional de Corbeil-Essonnes 5º puesto en concurso general 4º puesto en cinta 6º puesto en pelota 6º puesto en mazas 8º puesto en cuerda | 1977 - Campeonato del Mundo de Basilea 7º puesto en concurso general |

## Premios, reconocimientos y distinciones
- Trofeo Sunbeam como 2ª clasificada a Mejor Deportista Española en la Noche del Deporte 1975, otorgado por Mundo Deportivo (1976)[8][23]
- Trofeo Joaquín Blume al mejor deportista español menor de 22 años en los Premios Nacionales del Deporte de 1975 (1976)[9][10]